# 杨芝芳
杨芝芳（1905年12月—2001年5月1日），陕西米脂人，中华人民共和国政治人物。高岗前妻。

## 生平
和儿子高毅在老家陕西横山差点被地主卖掉，杨芝芳的哥哥得知后把母子送走。
1935年参加刘志丹领导的中国工农红军，在瓦窑堡同年加入中国共产党，并任瓦窑堡被服厂厂长。抗日战争时期在延安工作，先后任中国战时儿童保育会陕甘宁边区分会主任兼延安保育院院长，陕甘宁边区民政厅保育科科长，陕甘宁边区政府托儿所长，并当选为陕甘宁边区妇联副主任。1938年，在王子宜劝说下，与高岗离婚。
中华人民共和国成立后，任西安第一保育院院长，第一届全国民主妇女联合会执行委员。1954年，当选第一届全国人民代表大会代表。1978年离休。2001年5月1日，在北京去世，享年96岁。